# Kanton La Roche-Derrien
La Roche-Derrien is een voormalig kanton van het Franse departement Côtes-d'Armor. Het kanton maakte deel uit van het arrondissement Lannion. Het werd opgeheven bij decreet van 13 februari 2014 met uitwerking op 22 maart 2015.

## Gemeenten
Het kanton La Roche-Derrien omvatte de volgende gemeenten:
- Berhet
- Cavan
- Coatascorn
- Hengoat
- Mantallot
- Pommerit-Jaudy
- Pouldouran
- Prat
- Quemperven
- La Roche-Derrien (hoofdplaats)
- Troguéry